# Campeonato de Primera División 1947 (Argentina)
El Campeonato de Primera División 1947, fue la decimoséptima temporada y el decimonoveno torneo de la era profesional de la Primera División de Argentina de fútbol. Se jugó entre el 13 de abril y el 16 de noviembre, en dos ruedas de todos contra todos.
El campeón fue el Club Atlético River Plate, que reemplazó a Adolfo Pedernera, conductor de La Máquina, por un promisorio Alfredo Di Stéfano, de destacada actuación. Se consagró una fecha antes del final, con un 4 a 0, de local, frente al Club Atlético Rosario Central.
El Club Atlético Atlanta descendió a Segunda División, al haber ocupado el último lugar en la tabla de posiciones.

## Ascensos y descensos
| Pos | Equipo ascendido |
| --- | ---------------- |
| 1.º | Banfield         |

| Pos  | Equipo descendido en la temporada 1946 |
| ---- | -------------------------------------- |
| 16.º | Ferro Carril Oeste                     |

## Equipos
| Equipo            | Ciudad       |
| ----------------- | ------------ |
| Atlanta           | Buenos Aires |
| Banfield          | Banfield     |
| Boca Juniors      | Buenos Aires |
| Chacarita Juniors | Villa Maipú  |
| Estudiantes       | La Plata     |
| Huracán           | Buenos Aires |
| Independiente     | Avellaneda   |
| Lanús             | Lanús        |
| Newell's Old Boys | Rosario      |
| Platense          | Buenos Aires |
| Racing Club       | Avellaneda   |
| River Plate       | Buenos Aires |
| Rosario Central   | Rosario      |
| San Lorenzo       | Buenos Aires |
| Tigre             | Victoria     |
| Vélez Sarsfield   | Buenos Aires |

### Distribución geográfica de los equipos
| Región                 | Cant. | Equipos                                                                              |
| ---------------------- | ----- | ------------------------------------------------------------------------------------ |
| Ciudad de Buenos Aires | 7     | Atlanta, Boca Juniors, Huracán, Platense, River Plate, San Lorenzo y Vélez Sarsfield |
| Conurbano bonaerense   | 6     | Banfield, Chacarita Juniors, Independiente, Lanús, Racing Club y Tigre               |
| Ciudad de Rosario      | 2     | Newell's Old Boys y Rosario Central                                                  |
| Ciudad de La Plata     | 1     | Estudiantes                                                                          |

## Tabla de posiciones final
| Pos. | Equipo            | Pts. | PJ | PG | PE | PP | GF | GC | Dif. |
| ---- | ----------------- | ---- | -- | -- | -- | -- | -- | -- | ---- |
| 1.º  | River Plate       | 48   | 30 | 22 | 4  | 4  | 90 | 37 | 53   |
| 2.º  | Boca Juniors      | 42   | 30 | 17 | 8  | 5  | 70 | 43 | 27   |
| 3.º  | Independiente     | 41   | 30 | 17 | 7  | 6  | 66 | 42 | 24   |
| 4.º  | Estudiantes (LP)  | 37   | 30 | 15 | 7  | 8  | 64 | 35 | 29   |
| 5.º  | San Lorenzo       | 37   | 30 | 13 | 11 | 6  | 71 | 43 | 28   |
| 6.º  | Racing Club       | 36   | 30 | 15 | 6  | 9  | 63 | 45 | 18   |
| 7.º  | Chacarita Juniors | 32   | 30 | 14 | 4  | 12 | 66 | 52 | 14   |
| 8.º  | Vélez Sarsfield   | 29   | 30 | 11 | 7  | 12 | 51 | 44 | 7    |
| 9.º  | Platense          | 26   | 30 | 9  | 8  | 13 | 38 | 54 | −16  |
| 10.º | Rosario Central   | 25   | 30 | 9  | 7  | 14 | 55 | 68 | −13  |
| 11.º | Huracán           | 24   | 30 | 10 | 4  | 16 | 59 | 73 | −14  |
| 12.º | Newell's Old Boys | 24   | 30 | 7  | 10 | 13 | 45 | 63 | −18  |
| 13.º | Lanús             | 21   | 30 | 7  | 7  | 16 | 46 | 70 | −24  |
| 14.º | Tigre             | 20   | 30 | 6  | 8  | 16 | 48 | 80 | −32  |
| 15.º | Banfield          | 20   | 30 | 7  | 6  | 17 | 40 | 80 | −40  |
| 16.º | Atlanta           | 18   | 30 | 4  | 10 | 16 | 31 | 74 | −43  |

|  | Campeón.                         |
|  | Descendió a la segunda división. |

## Descensos y ascensos
Atlanta descendió a Segunda División, siendo reemplazado por Gimnasia y Esgrima (LP) para el Campeonato de Primera División 1948.

## Goleadores
| Jugador              | Jugador            | Goles | Equipo        |
| -------------------- | ------------------ | ----- | ------------- |
| Bandera de Argentina | Alfredo Di Stéfano | 28    | River Plate   |
| Bandera de Argentina | René Pontoni       | 23    | San Lorenzo   |
| Bandera de Argentina | Mario Fernández    | 22    | Independiente |
| Bandera de Argentina | Mario Boyé         | 18    | Boca Juniors  |
| Bandera de Argentina | Rinaldo Martino    | 18    | San Lorenzo   |